# Haliplus variomaculatus
Haliplus variomaculatus är en skalbaggsart som beskrevs av Brigham och Ivan T. Sanderson. Haliplus variomaculatus ingår i släktet Haliplus och familjen vattentrampare. Inga underarter finns listade i Catalogue of Life.